# 6980 Kyusakamoto
6980 Kyusakamoto è un asteroide della fascia principale. Scoperto nel 1993, presenta un'orbita caratterizzata da un semiasse maggiore pari a 2,8332455 UA e da un'eccentricità di 0,0460119, inclinata di 3,29318° rispetto all'eclittica.